# (5113) Kohno
(5113) Kohno (1988 BN) – planetoida z pasa głównego asteroid okrążająca Słońce w ciągu 4,35 lat w średniej odległości 2,67 j.a. Odkryta 19 stycznia 1988 roku.